# カレン (物質)
カレン (Carene) またはデルタ-3-カレンは、2つの環を持つモノテルペンである。テレピン油の構成成分として天然に存在し、抽出源によっては成分の42%を占める。甘く刺激性のある香りを持つ。水には溶けないが、油脂とは混合する。
消防法による第4類危険物 第2石油類に該当する。

## 健康
高い濃度では、皮膚を刺激するほか、中枢神経系を抑制する。より低い濃度では、いくつかの人体システムの制御を補助する。

## 天然の存在
- ローズマリー
- マツ
- ヒマラヤスギ